# Sprechende Schokolade

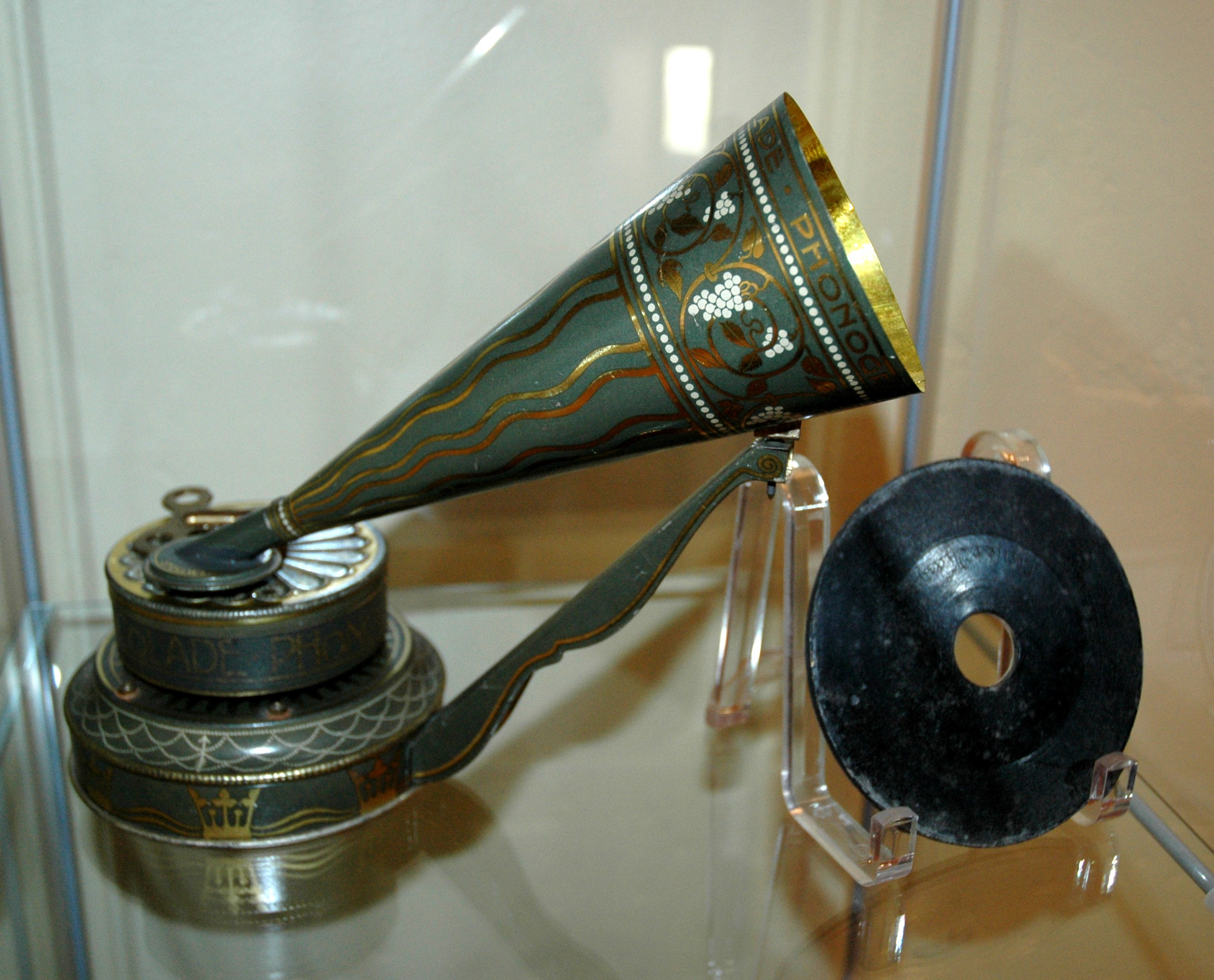
Stollwerck-Phonograph von 1903

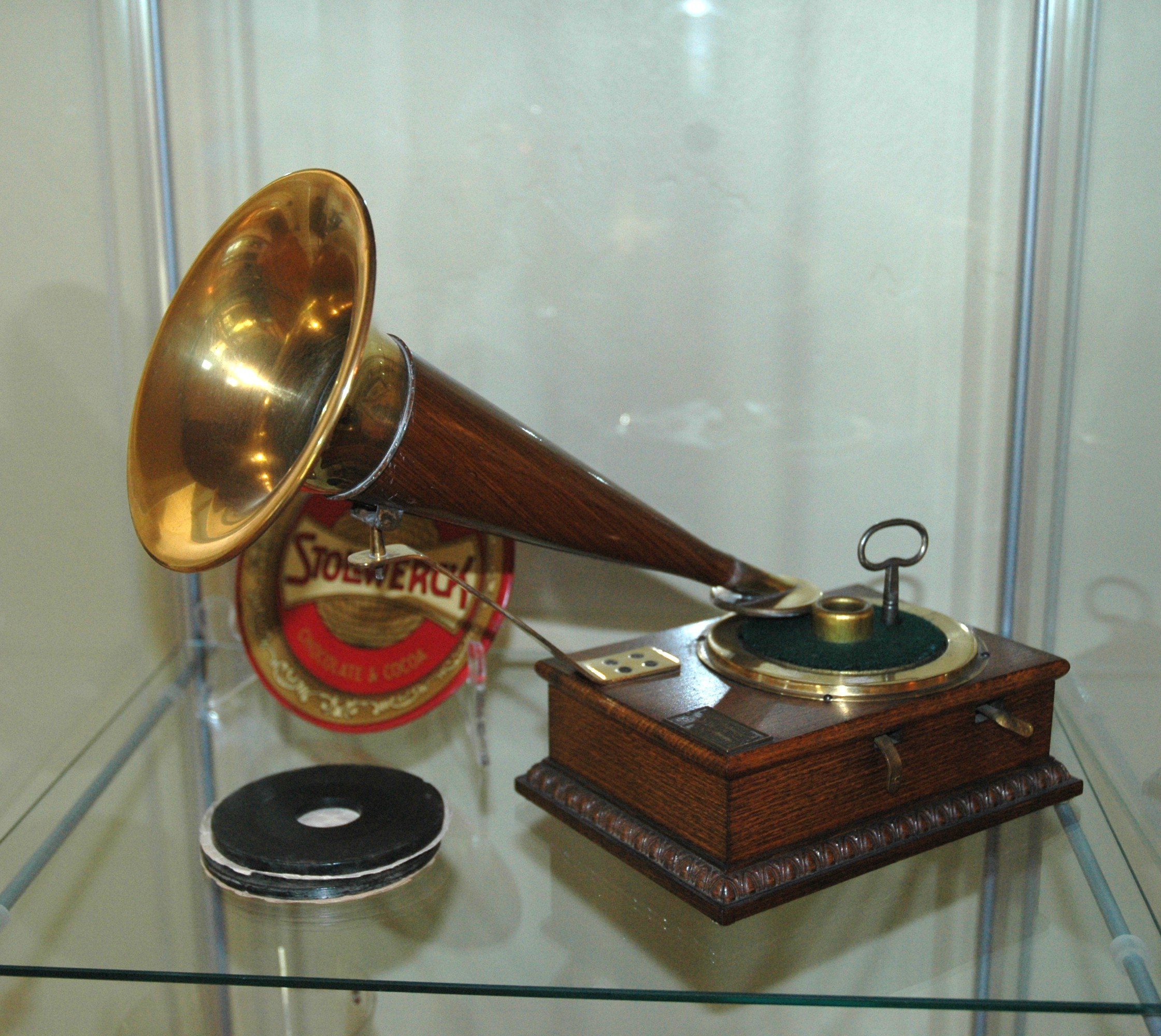
Stollwerck-Phonograph von 1904

Die Sprechende Schokolade war eine gemeinsame Entwicklung des amerikanischen Erfinders Thomas Alva Edison und des deutschen Schokoladeproduzenten Ludwig Stollwerck: ein 1903 auf den Markt gebrachter Phonograph, der Schallplatten aus Schokolade abspielte.

## Geschichte
Edison und Stollwerck lernten sich 1893 während der Weltausstellung World’s Columbian Exposition in Chicago kennen. Stollwerck war von dessen Erfindungen begeistert, Edison gefielen Stollwercks Marketing-Ideen und der „Schokoladen-Tempel“, der eine aus 300 Zentnern Schokolade gefertigte und 12 m hohe Nachbildung der Germania des Niederwalddenkmals zeigte.
Thomas Alva Edison und Ludwig Stollwerck gründeten 1895 mit anderen Gesellschaftern die „Deutsche Edison Phonograph Compagnie“ mit Sitz in Köln. Gemeinsam entwickelten sie die „Sprechende Schokolade“, einen speziell für Kinder aus Blech hergestellten Spiel-Phonographen, der Musik von einer Schokoladen-Schallplatte abspielte. 
Dieser Phonograph wurde 1903 unter der Bezeichnung Eureka produziert. Er war eine Sensation im Weihnachtsgeschäft und wurde den Händlern regelrecht aus den Händen gerissen. Das Modell A, mit Handkurbel, kostete 1 Mark, das Modell K, mit aufziehbarem Uhrlaufwerk, kostete 6 Mark, die Schokoladen-Schallplatte in „Qualität Extra-Zart“ und mit über 100 verschiedenen Liedern kostete 60 Pfennig das Stück.
Ludwig Stollwerck hatte bereits 1902 vom Wiener Mechaniker Theodor Lotha den Gebrauchsmusterschutz über eine Phonographenplatte erworben, „welche beidseitig mit einer dünnen Schicht eines zur Registrierung und Wiedergabe von Schallwellen geeigneten Material überzogen ist“. 
1904 produzierte Stollwerck ein Nachfolgemodell mit einem eleganten Holzgehäuse und Messingbeschlägen, das zusätzlich auch Hartgummi-Schallplatten abspielen konnte. Beide Phonographen sind heute begehrte Sammlerstücke. Wegen technischer Probleme und weil die Verkaufszahlen hinter den Erwartungen zurückblieben, wurde die Produktion von Schallplatten aus Schokolade daraufhin eingestellt.